# MSC Zoe (schip, 2015)
De MSC Zoe is een schip van de Mediterranean Shipping Company en werd in 2015 het grootste containerschip ter wereld, samen met de zusterschepen MSC Oscar, MSC Oliver en MSC Maya. Het schip vaart onder Panamese vlag en heeft een capaciteit van 19.224 TEU.
Het schip is vernoemd naar Zoe, de dochter van het echtpaar Pierfrancesco Vago en Alexa Aponte Vago, respectievelijk uitvoerend voorzitter van MSC Cruises en financieel directrice van de MSC Group. In 2015 is het schip in Hamburg gedoopt en reisde het de Elbe af.

## Containers overboord
In de nacht van 1 op 2 januari 2019, onderweg van Sines in Portugal naar Bremerhaven in Duitsland, sloegen tijdens een zware storm in de Duitse Bocht 342 containers overboord. Containers met gevaarlijke stoffen, kunststoffen en gebruiksartikelen. De incidenten vonden plaats op twee locaties:
- 1 januari rond 23 uur, ten noorden van Ameland: 297 containers overboord. Locatie: 53° 39,5' Noord, 5° 52' Oost.
- 2 januari om 1 uur 34, in Duitse territoriale wateren ten noorden van Rottumeroog en Borkum: 45 containers overboord. Geschatte locatie: 53° 46,9' Noord, 6° 33,2' Oost.

Gevreesd werd voor ernstige aantasting van het mariene milieu. Aanvankelijk was sprake van een kleine driehonderd verloren containers. Pas toen het schip in februari te Bremerhaven en Gdansk werd gelost, werd duidelijk dat er geen driehonderd containers ontbraken, maar minstens 345.
Eind 2019 bleek dat de aanvankelijke berichtgeving in de media op belangrijke details onjuist was. Zo noemden enkele publicaties ten onrechte de zee bij Terschelling en bij Schiermonnikoog als ongevalslocaties; ook aantallen containers werden verwarrend of te hoog aangegeven.
De zwarte doos vertoonde bij controle een mankement, wat onderzoek naar de toedracht – en daarmee naar de strafbaarheid – bemoeilijkt.

### Gevolgen
Een deel van de containers spoelde aan op de Waddeneilanden Vlieland, Terschelling, Ameland en Schiermonnikoog. Andere zijn van de zeebodem gehaald of drijvend gevonden. Daarnaast zijn er nog ruim 450 beschadigd. Enkele verloren containers waren maanden later nog niet geborgen en bevatten gevaarlijke stoffen. Ook zouden er plastics en microplastics in het ecosysteem terecht kunnen komen, maar grote risico's zijn daarvan niet aangetoond. Niettemin is de Nederlandse overheid bezorgd over de plastic korreltjes. In 2019 werd een scala aan onderzoeken uitgevoerd naar de verspreiding van de korreltjes en de invloed op de mariene biologie. Pas op 9 september 2021 meldde Rijkswaterstaat de berging van de laatste container.

### Onderzoek
Aangezien Panama de vlaggenstaat is, staat het onderzoek naar het ongeval formeel onder leiding van de Panamese Marine Authority. Omdat de incidenten hebben plaatsgevonden op Nederlands en Duits grondgebied, gelden deze als 'staten met aanmerkelijk belang'. Het onderzoek op de plaats van het ongeval wordt uitgevoerd door de Duitse Bundesstelle für Seeunfalluntersuchung (BSU), in samenwerking met de Nederlandse Onderzoeksraad voor Veiligheid.

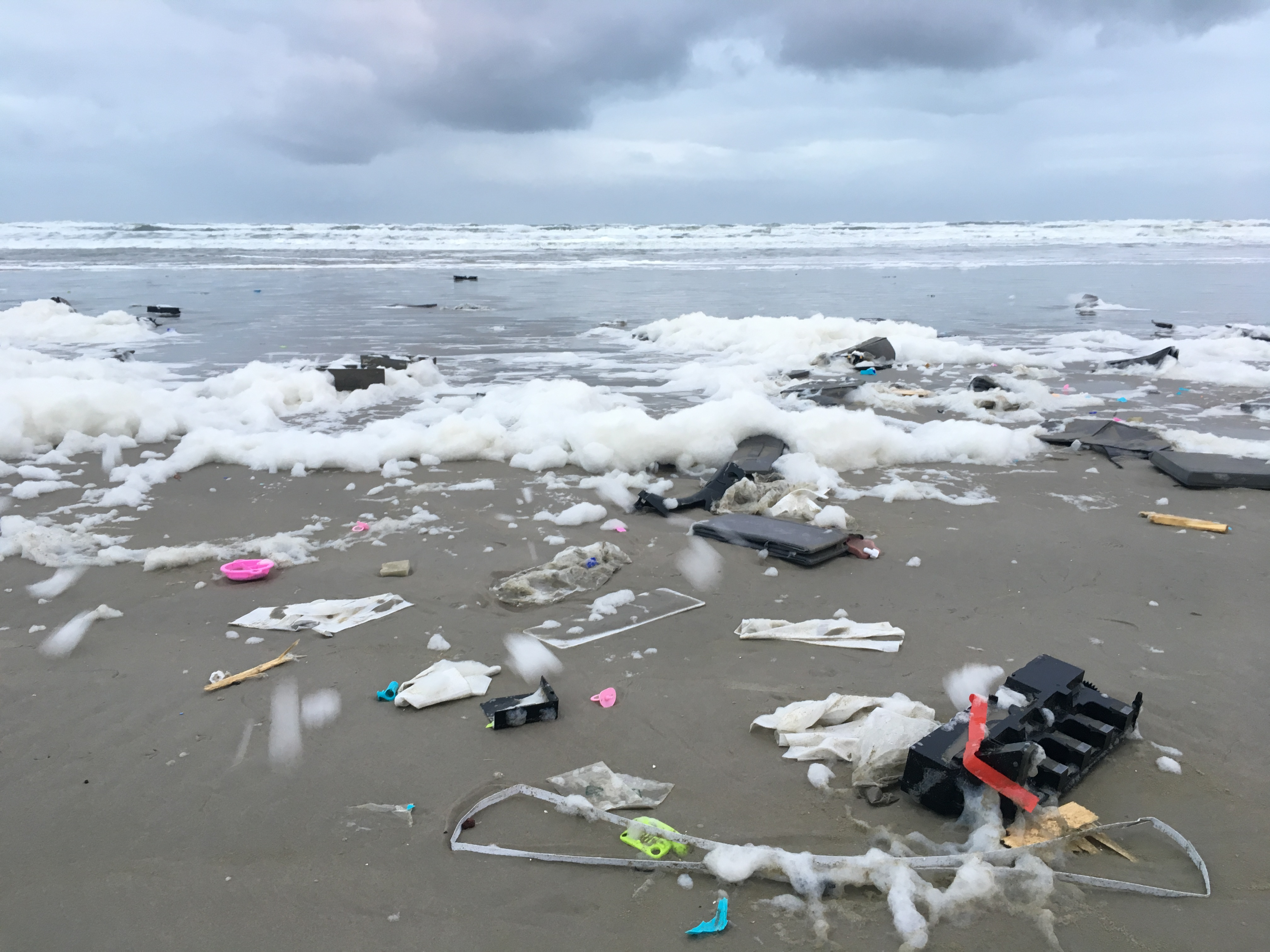
Inhoud van de containers aangespoeld op Terschelling
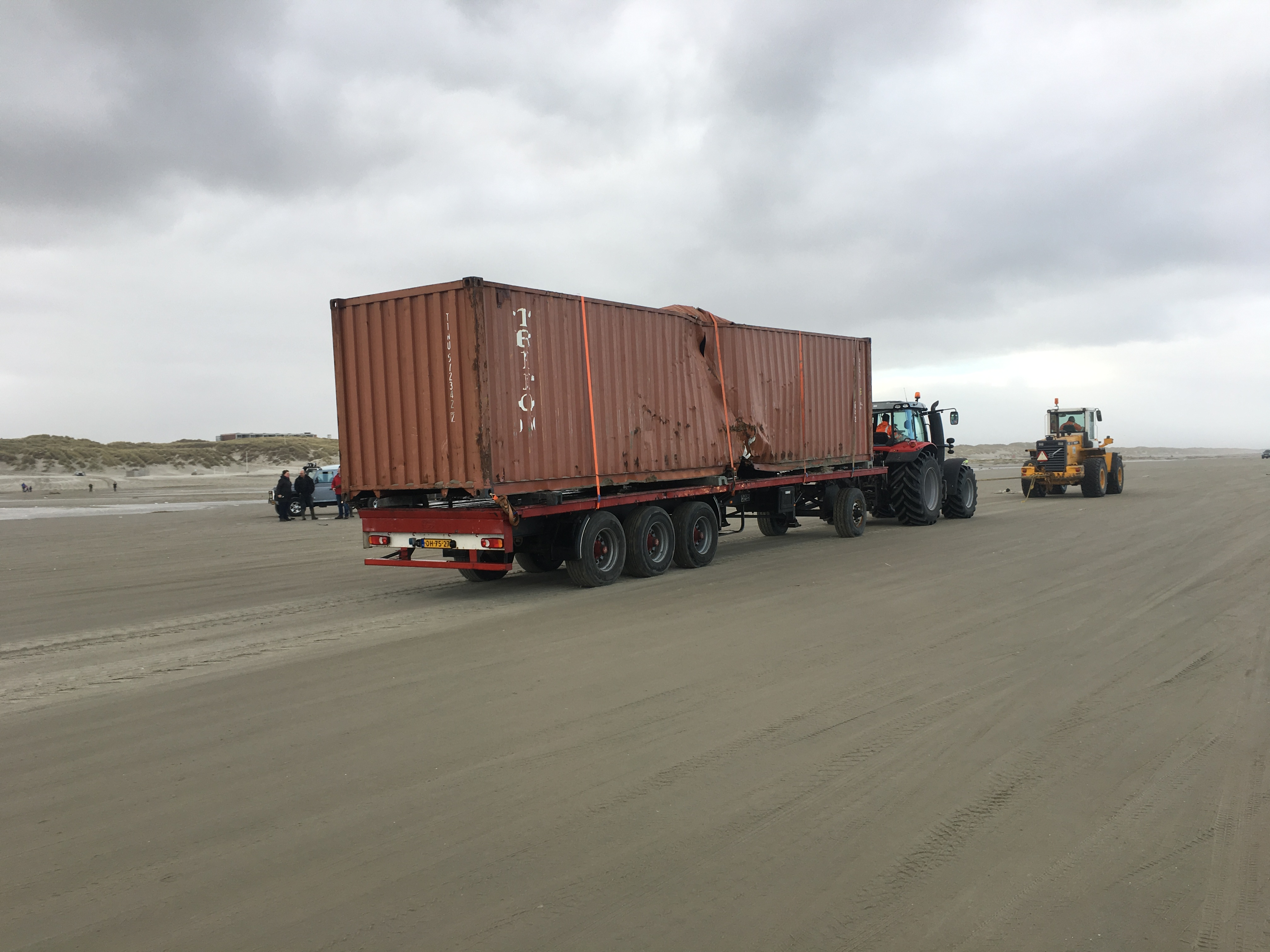
Geborgen container op Terschelling